# 石見津田駅
石見津田駅（いわみつだえき）は、島根県益田市津田町にある、西日本旅客鉄道（JR西日本）山陰本線の駅である。

## 歴史
- 1923年（大正12年）12月26日：鉄道省山陰本線三保三隅駅 - 石見益田駅（現・益田駅）間延伸時に開設[1]。客貨取扱開始[1]。
- 1963年（昭和38年）2月1日：貨物取扱廃止[1]。
- 1984年（昭和59年）2月1日：荷物扱い廃止[1]。
- 1985年（昭和60年）3月14日：無人駅化[2]。
- 1987年（昭和62年）4月1日：国鉄分割民営化に伴い、JR西日本の駅となる[1]。同時に有人駅化[3]
- 1990年（平成2年）3月10日：再度無人駅化[3][4]。
- 1993年（平成5年）3月頃：乗車駅証明書発行機設置、使用開始[5]。
- 2024年（令和6年）11月2日：大雨災害により、当駅 - 益田駅間の沿線で斜面に亀裂を発見したため、当駅を含む三保三隅駅 - 益田駅間で当面の間運転を取りやめ。
  - 11月30日：不通となっていた、当駅を含む三保三隅駅 - 益田駅間の運転再開[6]。

## 駅構造
相対式ホーム2面2線を有する列車交換可能な地上駅。駅舎はあるが無人駅（浜田鉄道部管理）である。以前は駅舎内部に乗車駅証明書発行機が設置されていた。以前の駅事務所部分はJA事務所として使用されていた。上りホーム側に駅舎があり、ホーム西端に下りホームへの跨線橋がある。留置線北側ホームの更に北側にある。ホーム上に待合室がある。
2018年に駅舎内にパン屋の「H♡T（）」が開業、2022年2月にはその事業を継承した「駅パンくるくる」がオープンした。

### のりば
| のりば | 路線     | 方向 | 行先           |
| ------ | -------- | ---- | -------------- |
| 1      | 山陰本線 | 上り | 浜田・江津方面 |
| 2      | 山陰本線 | 下り | 益田・東萩方面 |

※2017年3月時点で構内にのりば番号標が整備されており、駅舎側（上り）を1番のりばとしている。

## 利用状況
2022年度の1日平均乗車人員は12人である。2004年度は36人、1994年度は56人、1984年度は96人であった。
近年の1日平均乗車人員の推移は以下の通り。
| 乗車人員推移 | 乗車人員推移 |
| 年度         | 1日平均人数  |
| ------------ | ------------ |
| 1999         | 37           |
| 2000         | 57           |
| 2001         | 45           |
| 2002         | 48           |
| 2003         | 51           |
| 2004         | 36           |
| 2005         | 22           |
| 2006         | 24           |
| 2007         | 22           |
| 2008         | 19           |
| 2009         | 23           |
| 2010         | 28           |
| 2011         | 22           |
| 2012         | 16           |
| 2013         | 22           |
| 2014         | 16           |
| 2015         | 17           |
| 2016         | 18           |
| 2017         | 17           |
| 2018         | 16           |
| 2019         | 16           |
| 2020         | 14           |
| 2021         | 16           |
| 2022         | 12           |

## 駅周辺
- 津田海岸
- 観音寺
- 津田郵便局
- 国道9号
- 島根県道309号東仙道津田停車場線

## 隣の駅
西日本旅客鉄道（JR西日本）
 山陰本線
鎌手駅 - 石見津田駅 - 益田駅

#### 統計資料
1. ↑  “島根県統計書”. しまね統計情報データベース.   島根県政策企画局. 2025年2月3日閲覧。